# John Francis Dearden
John Francis Dearden (ur. 15 października 1907 w Valley Falls, Rhode Island, zm. 1 sierpnia 1988 w Southfield) – amerykański duchowny katolicki, arcybiskup Detroit i kardynał.

## Życiorys
Święcenia kapłańskie otrzymał w Rzymie w grudniu 1932 roku. Pracował potem w diecezji Cleveland, gdzie 13 maja 1948 roku otrzymał nominację biskupią. Został koadiutorem biskupa Pittsburgha. Sakrę przyjął z rąk nuncjusza Amleta Giovanniego Cicognaniego. Sukcesję w Pittsburghu przejął 22 grudnia 1950 roku, skąd po ośmiu latach został przeniesiony na stolicę arcybiskupią do Detroit.
W latach 1966–1971 był przewodniczącym episkopatu USA. W 1969 roku otrzymał kapelusz kardynalski z rąk Pawła VI i jednocześnie nadając mu tytuł prezbitera San Pio X alla Balduina. Z kierowania diecezją zrezygnował w 1980 roku. Zmarł osiem lat później i został pochowany na katolickim cmentarzu w Southfield.